# Strawberry Porno系列
Strawberry Porno系列是光荣於1980年代前葉發售的8位元電腦成人遊戲系列，其原本包括《团地妻的诱惑》（団地妻の誘惑）和《充氣娃娃夢到了電鰻魚嗎？》（オランダ妻は電気ウナギの夢を見るか？）這兩部作品，但《Night Life》（ナイトライフ）有時會被官方或評論者視為Strawberry Porno系列的一部分。

## 系列
光榮原本只把《團地妻的誘惑》和《充氣娃娃夢到了電鰻魚嗎？》這兩部作品以Strawberry Porno系列的名義發售，不過後世卻把這兩部作品連同其之前發行的《Night Life》統稱為「光榮成人三部作」。至於《Night Life》是否屬於Strawberry Porno系列則存有爭議。部分文獻不把之視為系列的一部分，但亦有文獻把上述三部作品統稱為Strawberry Porno系列。光榮曾於廣告上形容最後一部作品《充氣娃娃夢到了電鰻魚嗎？》是系列的「第二部作品」，但它的其他廣告亦把上述三作統稱為Strawberry Porno系列。
《Night Life》（1982年）和《團地妻的誘惑》（1983年）皆為於美少女遊戲黎明期期間發行的作品。IGN Japan的編輯歐陽宇亮把上述兩部作品視為美少女遊戲業界較為重視色情要素時的代表作。在上述三部作品發行時，光榮由襟川陽一擔任社長。襟川則以「滑稽而又不下流」的大原則來製作這個系列。光榮之後因為要上市，故決定不再製作成人遊戲。
《超成人遊戲》（超エロゲー）著者多根清史形容上述歷史為「澀澤光B面」。《永久保存版 80年代微型電腦大百科》（永久保存版 80年代マイコン大百科）的作者佐佐木潤於2017年指出，光榮已把這三部作品視為官方歷史上的禁忌。不過2000年出版的《美少女遊戲狂熱者》則提到，光榮不但沒有隱瞞自己曾推出成人遊戲的事實，反而在電腦遊戲雜誌《Login》上特地提及這段歷史。此外光榮亦曾就艾尼克斯的成人遊戲《蘿莉塔綜合症》推出續編《我的蘿莉塔》（マイ・ロリータ）。

## Night Life
《Night Life》是光榮於1982年4月發售的成人軟件。其在FM-7/8和PC-8801上以磁帶形式發行。PC-9801版則以5英寸的2DD磁片或8英寸的2D磁片發行。本作跟日本Falcom的《女大学生的秘密》和ASCII的《Emmy》一樣，同被視為於美少女遊戲黎明期時發行的作品。
部分資料把《Night Life》視為美少女遊戲或成人遊戲的先驅之作。儘管2000年出版的《電腦美少女遊戲歷史大全 1982-2000》（パソコン美少女ゲーム歴史大全1982‐2000）和《美少女遊戲狂熱者》皆把之視為日本首部成人遊戲，但亦有文獻視《野球拳》為當地首款成人遊戲。前田尋之的《我們的美少女遊戲編年史》（ぼくたちの美少女ゲーム クロニクル）和宮本直毅的《成人遊戲文化研究概論（修訂版）》（エロゲー文化研究概論 増補改訂版）皆表示Hudson Soft的《野球拳》才是日本首部成人遊戲。前田認為《野球拳》是日本首部成人「遊戲」，《Night Life》則為日本首款成人「軟件」。
遊戲內容
本作的定位是幫助夫妻夜生活的實用軟件。它能算出女方的安全日和最合適的性交體位（「今日的體位」），並幫助用戶紀錄射精時間和體位。其依據荻野式避孕法來計算出女性的安全日。「今日的體位」可由男性、女性、電腦任何一方決定。若由玩家決定，他們則需透過回答程式預設的八道問題來決定體位。體位會以剪影形式展示在螢幕上。每當設定時間一到，畫面便會轉暗，以示結束。

評價
長崎大學醫學部的教授向光榮送了一封感謝信，感謝它開發出《Night Life》。儘管如此，但亦有不少評論質疑它的實用性。《超成人遊戲》著者多根評論道「丈夫毫不猶豫地按着床邊電腦的指示行動，妻子會怎樣看呢？」電腦遊戲雜誌的編輯前田尋之亦質疑這款遊戲的實用性。大澤良貴的《美少女遊戲狂熱者》（美少女ゲームマニアックス）收錄了他在二手遊戲專門誌《Used Games》上發表的評論。他認為交由電腦決定體位實屬多此一舉，但認為《Night Life》只是為把跟性行為有關的圖像加進去而這樣設計，「實際上就是一款表達手法較迂迴的成人遊戲」。
「電腦世界的秘密基地」（電脳世界のひみつ基地）的編輯松田寫道，本作的風格異於其他成人遊戲，故推測開發商只是以開玩笑的心態製作之，或可能只是在沒有先例的情況下「摸着石頭過河」。宮本直毅指出，「今日的體位」决定系统跟「依選項決定遊戲走向的系統有着共通之處」，故認為其在某程度上具一定遊戲性。

## 團地妻的誘惑
《團地妻的誘惑》（団地妻の誘惑）是光榮於1983年6月發售的模擬遊戲。其在FM-7/8、MSX、PC-8801上以磁帶形式發行。PC-9801版則以8英寸的2D磁片或5英寸的2DD磁片發行。
遊戲內容
根據遊戲設定，主角是個推銷員，他需向住在新越谷團地住宅的女性兜售避孕器具，以達至公司所定下的銷售額為目標。遊戲亦會顯示主角的各項狀態，像是精力和男性象徵的角度等。游戏系统有一部分類似於《信长之野望》，一樣在遊戲開始時以輪盤決定各項參數。玩家需在遊戲中以命令控制主人公作出各種行為，比如移動、交涉、戰鬥。主人公會在以3D迷宮呈現的建築物中移動。系統會在主人公拜訪女性家時自動增加前者的精力参数。若精力值大於100，即可令之與該些女性性交，不過女方亦可能主動跟主角從事有關行為。開發者還在遊戲中加入阻礙玩家達成目標的元素——主角可能會在走廊碰鬼或遇上流氓，或被某些住客強姦。玩家角色亦可能會拾到降低智力值的物品「電腦雜誌」。敵人和物品的位置由系統隨機決定。進入色情場景後，系統會以圖表顯示主人公和女方的快感度。之後玩家若要通關，便需以按鍵令對方比主人公更快達至性高潮。此外，即使這部遊戲發行時成人游戏產業並沒有建立出一套自我審查機制，但其性行為場景中的部分畫面會被文字遮蓋。

評價
雜誌《Asokon》（アソコン）讚揚了這部遊戲，它認為即使《團地妻的誘惑》並沒有描畫女性的裸體，但可看出開發者在當中加入了不少創意，且其自由度高。它亦特地提到主人公的屬性值於每輪遊戲由系統隨機決定這點，認為該系統與重視情色元素和遊戲性的風格結合起來後，將令之成為可以長期玩下去的畅销作品。
不過其他評論者則對之褒貶不一。《超成人遊戲》著者多根認為該遊戲的設定「就像在迷迷糊糊之下把日活Porn複製過來似的」。「電腦世界的秘密基地」的編輯松田寫道，他視之為一款賣蠢遊戲看待，但其難度在該一分類下又太高。不過，若只跟從本心去玩也就無法通關，這「有着一定現实感的設定」令之感到「一定的不甘，讓我還想再玩一回」。宮本直毅讚揚玩家能夠控制的色情場景，此外他亦認為本作的3D迷宮受到遊戲《巫术》（1981年發售）的影響。漫畫家J. Sairo表示，遊戲中不描畫女性裸體的做法「符合光榮即使是成人遊戲也做得硬派」的作風，此外他亦讚揚其遊戲性比當時其他遊戲為佳。
本作的磁片售价为7,800日元（8英寸2D）或6,800日元（5英寸2DD），磁帶的售价則為4,800日元。《電腦美少女遊戲歷史大全 1982-2000》內有一章節專門評論美少女遊戲的價格，其亦有評論《團地妻的誘惑》的價格。它提到即使因為當時各平台欠相容性，而要為各平台製作其專用版本，但光榮還是把本作磁片版的價格設得太高，並特地提到遊戲本身不到1MB。

## 充氣娃娃夢到了電鰻魚嗎？
《充氣娃娃夢到了電鰻魚嗎？》（オランダ妻は電気ウナギの夢を見るか？）是光榮於1984年11月發售的遊戲。它是一部角色扮演游戏或冒险游戏。其在FM-7上以磁帶、5英吋的2D磁片、3.5英吋的2DD磁片發行；PC-9801版以5英吋的2DD磁片發行；PC-8801版以磁带或5英寸的2D磁片發行。其內容戲仿自菲利普·狄克的長篇科幻小说《銀翼殺手》。光榮的時任常務董事襟川惠子繪畫了本作的部分場景。
遊戲內容
本作的主角是個私家偵探，他需找回3個從火星逃來地球的充氣娃娃。她們在地球上偽裝成人類的樣子，匿藏於東京的歡樂街。它跟《團地妻的誘惑》和《信長之野望》一樣，在遊戲開始時會以輪盤決定主人公的各項參數。玩家需控制主人公在地圖畫面上移動，與其他角色對話，收集情報。每當主人公進入地圖畫面上顯示的店鋪，遊戲便會以冒險風格呈現。玩家須於當中選擇命令，令遊戲繼續進行。玩家在調查中可能遭遇色情事件，並以有關行為判斷對方是人類還是充氣娃娃。不過，若然主角在沒使用道具的情況下與充氣娃娃發生性行為，然後射精，那麽玩家便會輸掉。因此，玩家需在過程中使用收集回來的物品應對之。

評價
這部遊戲把主人公設定成需在街上四處搭訕，但其亦容許他向警察提出性方面的要求。《超成人遊戲》著者多根對此評價道：「比《爆粗Band友》領先了20年以上」，並為此讚揚襟川的想像力。「電腦世界的秘密基地」的編輯松田寫道，包括上述情節在內，其很多內容都屬於情色戲仿的範疇，「內容相當賣蠢」。前田尋之認為本作即使戲仿自《銀翼殺手》，但其內容「與其說是科幻，倒不如說是帶點神秘感的遊戲」。宮本直毅則把本作形容為「相當谨慎的戲仿」作品，而其在平面地圖上移動的系統跟1979年發行的《創世紀》一脈相成。

## 引用
1. 1 2  Pelletier-Gagnon and Picard 2015，第30 - 31頁.
2. 1 2 3 4  『アソコン 2』，第10 - 13頁.
3. 1 2  宮本 2017，第21頁.
4. ↑  木谷誠. . ダ・ヴィンチニュース (KADOKAWA). 2017-08-10  [2019-01-13]. （原始内容存档于2019-01-13）.
5. 1 2 3 4 5  多根 2006，第10頁.
6. 1 2 3 4  松田. . 電脳世界のひみつ基地. チアソル. 2019-04-25  [2020-01-12]. （原始内容存档于2020-01-11）.
7. ↑  佐々木潤. . AKIBA PC Hotline! (インプレス). 2017-07-19  [2019-03-07]. （原始内容存档于2019-03-06）.
8. ↑  佐々木潤. . AKIBA PC Hotline! (インプレス). 2017-07-19  [2019-03-07]. （原始内容存档于2019-03-06）.
9. 1 2 3  「今だから振り返ってみたい美少女ゲームの世界 1981 - 2016 美少女ゲームの歴史① 黎明編」, 『月刊ゲームラボ 2016年6月号』，第65 - 66頁.
10. 1 2 3 4 5 6 7  前田 2016，第8頁.
11. 1 2 3 4 5 6 7  前田 2016，第10頁.
12. 1 2  歐陽宇亮. . IGN Japan (産経デジタル). 2020-04-06  [2020-05-19]. （原始内容存档于2020-05-19）.
13. 1 2 3 4 5 6 7 8  宮本 2017，第24頁.
14. 1 2  シブサワ 2017，第104 - 105頁.
15. ↑  多根 2006，第9頁.
16. 1 2 3  佐々木潤. . AKIBA PC Hotline! (インプレス). 2017-07-19  [2019-01-13]. （原始内容存档于2017-10-16）.
17. ↑  大澤 2000，第66 - 67頁.
18. 1 2 3  「特集 ログイン初!! アダルトゲームをまくりにまくる！ ぼくらアダルトゲーム大好き!?」, 『ログイン 1991年11月1日号』，第216頁.
19. ↑  Jones 2005，第295頁.
20. 1 2  はまぐち 2000，第74頁.
21. 1 2  大澤 2000，第66頁.
22. 1 2  前田 2016，第6頁.
23. ↑  宮本 2017，第18 - 19頁.
24. ↑  『アソコン 1』，第47頁.
25. 1 2  松田. . 電脳世界のひみつ基地. チアソル. 2019-01-10  [2019-02-24]. （原始内容存档于2019-02-24）.
26. 1 2 3 4  多根 2006，第11頁.
27. 1 2 3  宮本 2017，第22頁.
28. ↑  『光栄ゲーム用語事典』，第188頁.
29. 1 2 3 4 5 6  松田. . 電脳世界のひみつ基地. チアソル. 2017-11-09  [2019-02-10]. （原始内容存档于2019-02-10）.
30. 1 2 3  宮本 2017，第23頁.
31. ↑  多根 2006，第9 - 10頁.
32. 1 2 3  『アソコン 1』，第14 - 17頁.
33. ↑  「びじょげーBROS 懐かし美少女ゲームコラム CLUB EARLY TIMES 第5回：光栄の野望「団地妻の誘惑」（光栄）」, 『BugBug 2000年10月号』，第195頁.
34. 1 2  紀田 2000，第78頁.
35. 1 2 3 4 5  前田 2016，第15頁.
36. 1 2  『光栄ゲーム用語事典』，第72頁.